# Germain et nous…
Germain et nous… est une série de bande dessinée humoristique franco-belge créée par Frédéric Jannin et Thierry Culliford, deux anciens camarades de classe primaire .
La série est d’abord publiée dans “Le Trombone illustré” créé par André Franquin et Yvan Delporte et supplément de l’hebdomadaire Spirou. Les 50 premières planches sont éditées en album aux éditions Audie dans la collection « Les albums Fluide Glacial » en 1979. La série sera publiée dans Spirou du no 2031 du 17 mars 1977 jusqu’au no 2842 du 30 septembre 1992 sous forme de gags en une page. Les albums correspondants seront publiés chez Dupuis de 1980 à 1993  en quatorze volumes.

## Description

### Synopsis

Dédicace de Jannin sur l'album 'Qu'est ce qu'on fait' de 1980

La série suit le quotidien d’un groupe d’adolescents des années 1980. Les différents personnages, dont Germain, personnage principal, forment un groupe d’amis unis, aux caractères tous différents. Cette galerie de personnages permet de suivre la vie adolescente autour des nouveautés technologiques comme le walkman, les changements culinaires comme les premiers fast-foods, les rapports générationnels avec les parents, la musique avec leur propre groupe les Bowlings Bowls, les questionnements sur le physique, le rapport aux autres et les premiers amours.
Comme le note N.Domenech: “L’intention de la série Germain et nous est de se moquer du conflit de génération, qui voit les parents essayer de se la jouer jeune et les jeunes de jouer les adultes. Même si certains gags ont pris un coup de vieux et parleront surtout aux anciennes générations, l’ensemble prête le plus souvent à sourire” .

### Personnages
- Germain, essentiellement spectateur des aventures qui se passent autour de lui, et auquel peut s'identifier le lecteur. Il apparaît surtout les premières années de la série.
- Calorine (et non Caroline), amie boulimique de Germain, obsédée par son poids et son dernier régime.
- François-Patrice, dragueur invétéré aux multiples conquêtes et qui souffre régulièrement de boutons sur le nez apparaissant juste avant un important rendez-vous galant.
- Gary-Tom, ami de Germain, fils de bonne famille qui rêve de devenir une star du rock. Très imaginatif pour le look de scène ou les effets spéciaux de son premier clip, il ne lui manque plus que des chansons. A noter que ce personnage est exceptionnellement prénommé Philippe par sa mère dans un gag[4].
- Luc-Luc, ami de Germain, fan de hard rock et d'électronique, très gaffeur, travaille au vidéo-club.
- Lætitia et Jean-Alain, parents soixante-huitards de Sophie – amie de Germain – adeptes des méthodes d'éducation rejetant l'autoritarisme des parents et farouches adversaires de la télévision et des fast-food. Plus tard, Lætitia reniera son passé et se lancera dans le business humanitaire, au grand dam de Jean-Alain, resté fidèle à ses convictions.
- Sophie, fille de Lætitia et Jean-Alain. Elle est le contraire de ses parents et ne supporte pas le propos soixante-huitard de ses parents. Amie de Paul, avec qui elle suit des matchs de football à la télévision.
- Paul, père de Pilou, prototype du beauf, amateur de bière et de foot, et autoritaire. Il sombrera dans une dépression lorsque son fils deviendra millionnaire grâce à un jeu télévisé.
- Pilou, fils de Paul, ami de Germain et fan de disques. Il est le contraire de son père, et ressemble plutôt à Lætitia et Jean-Alain.
- André-Marie, brillant élève de bonne famille, il joue de la flûte traversière dans le groupe de rock de Gary-Tom.
- Britte, cousine de Gary-Tom qui rejoint le groupe de rock. Son synthétiseur capable de reproduire n'importe quel son fait d'elle la nouvelle attraction du groupe, ce qui suscite la jalousie de son cousin.
- Glouis, ami ramené par Sophie, et affublé du titre de fou, eu égard à son mode de raisonnement et à son mode d'expression particulier.
- Grégor, psychanalyste vénal. Il délaissera Jean-Alain et ses clients habituels pour s'occuper de la dépression de Paul en veillant à lui soutirer un maximum.
- La marchande de macrobiotique, qui se rendra compte que la plupart de ses clients sont complexés ou psychologiquement instables et qui en profitera pour les prendre en consultation.
- Joachim, enfant unique d'une mère célibataire (vraisemblablement depuis l'adolescence[5]). Très précoce pour son jeune âge, c'est lui qui prend en charge la sélection de son nouveau beau-père. Passionné par l'informatique il montera un trafic d'ordinateurs.
- Jean-Edouard, surnommé "Leréac", apparaît parfois pour critiquer de manière réactionnaire Germain et ses amis, en leur faisant la morale sur leurs activités (ou leur absence d'activité). Se prétend partisan d'une société patriarcale qui remettrait les femmes à leur place, c'est-à-dire au foyer, mais il ne résiste pas au besoin de quémander un câlin à sa mère, ou s'empresse d'exécuter la corvée qu'elle vient de lui rappeler sur un ton militaire.

## Analyse
Une intégrale est publiée en 2003 au Lombard et en 2015 chez Dupuis. Nicolas Anspach note pour l’intégrale du Lombard : “Le livre est entrecoupé de textes relatant les activités de Jannin durant cette période. Ainsi, le lecteur peut découvrir que Jannin, Thierry Culliford, Bert Bertrand (le fils d’Yvan Delporte) et un autre comparse, avaient formé un groupe musical, The Bowling Balls.” .
La série est tout d’abord une série humoristique des années 80 et du début des années 90. Mais, gag après gag, les 700 planches réalisées montrent l’évolution de la société de cette période. D. Blot note: “Et d’ailleurs en fouillant un peu, tout art narratif confondu, je ne vois pas une œuvre qui ait suivi à la loupe aussi méticuleusement cette période charnière. Précieux donc. Et drôle !” .

## Travaux dérivés
En 1985, dans le cadre du plan Informatique pour tous visant à équiper les écoles françaises en ordinateurs, la ligue de l'enseignement choisit pour sa campagne "École publique quinzaine 1985" comme mascotte Joachim, le jeune surdoué en informatique. Frédéric Jannin produit quelques dessins originaux utilisés en affiches et en autocollants, qui seront vendus pour financer des équipements complémentaires.

## Publications

### Revue
La série a été publiée à raison d'un gag en une page par semaine dans l'hebdomadaire Spirou de 1977 à 1992, pour un ensemble de plus de 700 pages.

### Albums
- 1 Qu'est-ce qu'on fait ?, Dupuis,  (ISBN 2-8001-0727-8), décembre 1980
Scénario : Thierry Culliford - Dessin : Frédéric Jannin
- 2 C'est pas bientôt fini ce silence ?, Dupuis,  (ISBN 2-8001-0768-5), octobre 1981
Scénario et dessin : Frédéric Jannin
- 3 Vous trouvez ça bon ?, Dupuis,  (ISBN 2-8001-0951-3), octobre 1982
Scénario : Yvan Delporte et Frédéric Jannin - Dessin : Frédéric Jannin
- 4 C'est pour la vie ?, Dupuis,  (ISBN 2-8001-0981-5), juillet 1983
Scénario et dessin : Frédéric Jannin
- 5 Germain et nous : Les Premiers Gags, Dupuis,  (ISBN 2-8001-1031-7), avril 1984
Scénario : Thierry Culliford - Dessin : Frédéric Jannin
- 6 Qu'attend-on ?, Dupuis,  (ISBN 2-8001-1047-3), septembre 1984
Scénario et dessin : Frédéric Jannin
- 7 Non mais vous vous rendez compte ?, Dupuis,  (ISBN 2-8001-1151-8), juillet 1985
Scénario et dessin : Frédéric Jannin
- 8 Mais qu'est-ce qu'il lui faut ?, Dupuis,  (ISBN 2-8001-1257-3), avril 1986
Scénario et dessin : Frédéric Jannin
- 9 Vous y croyez vraiment ?, Dupuis,  (ISBN 2-8001-1432-0), janvier 1987
Scénario et dessin : Frédéric Jannin
- 10 Ça ne vous fait pas peur ?, Dupuis,  (ISBN 2-8001-1493-2), septembre 1987
Scénario et dessin : Frédéric Jannin
- 11 Ça nous mène où ?, Dupuis,  (ISBN 2-8001-1580-7), janvier 1989
Scénario et dessin : Frédéric Jannin
- 12 Et ça vaut quoi ?, Dupuis,  (ISBN 2-8001-1632-3), janvier 1989
Scénario : Serge Honorez et Frédéric Jannin - Dessin : Frédéric Jannin
- 13 Il est fou ou il fait le fou ?, Dupuis,  (ISBN 2-8001-1705-2), janvier 1990
Scénario : Serge Honorez et Frédéric Jannin - Dessin : Frédéric Jannin
- 14 Vous n'y pensez pas ?, Dupuis,  (ISBN 2-8001-1942-X), mars 1993
Scénario : Serge Honorez et Frédéric Jannin - Dessin : Frédéric Jannin

### Intégrales
Le Lombard, intégrale en quatre tomes.
- Germain et nous…, intégrale 1, Le Lombard,  (ISBN 2-8036-1853-2), janvier 2003
Scénario : Serge Honorez et Frédéric Jannin - Dessin : Frédéric Jannin
- Germain et nous…, intégrale 2, Le Lombard,  (ISBN 2-8036-1870-2), avril 2003
Scénario : Serge Honorez et Frédéric Jannin - Dessin : Frédéric Jannin
- Germain et nous…, intégrale 3, Le Lombard,  (ISBN 2-8036-1880-X), juin 2003
Scénario : Serge Honorez et Frédéric Jannin - Dessin : Frédéric Jannin
- Germain et nous…, intégrale 4, Le Lombard,  (ISBN 2-8036-1892-3), septembre 2003
Scénario : Serge Honorez et Frédéric Jannin - Dessin : Frédéric Jannin

Dupuis, intégrale en un seul tome.
- Germain et nous…, Dupuis,  (ISBN 978-2-8001-6573-8), septembre 2015
Scénario : Serge Honorez et Frédéric Jannin - Dessin : Frédéric Jannin